# Restauración borbónica en Cantabria
La Restauración borbónica es el periodo histórico desarrollado desde el pronunciamiento de Sagunto por el general Arsenio Martínez Campos en 1874 con el fin de la Primera República Española hasta la proclamación de la Segunda República el 14 de abril de 1931. Se caracteriza por una cierta estabilidad institucional, la construcción de un modelo liberal del Estado y la incorporación de los movimientos sociales y políticos surgidos al calor de la revolución industrial, hasta su progresiva decadencia con la dictadura de Primo de Rivera en 1923.
En Cantabria el sistema restauracionista tuvo una encarnación prototípica, mostrando un funcionamiento especialmente estable del turnismo sustentado en los mecanismos clientelares hasta la fase final del período.

## Caciquismo y clientelismo
El último cuarto de siglo XIX se caracterizó, en contraste con el resto de la centuria, por una mayor estabilidad política. Así, el régimen restauracionista tuvo en Cantabria una encarnación especialmente estable: región mayoritariamente rural, la movilización política era escasa, por lo que las redes oligárquicas consolidadas a lo largo de la centuria otorgarían la solidez necesaria. Un caciquismo regional que halló fácil integración en el sistema canovista gracias al carácter burgués-católico de sus elites y a la fragmentada geografía del territorio, compartimentada en numerosos valles aislados.
Los partidos monárquicos – Conservador y Liberal- estaban integrados por personalidades y notables locales, sin infraestructuras permanentes y que únicamente se movilizaban en períodos electorales. Sólo Santander tenderá a romper ese esquema, debido al amplio apoyo que las opciones republicanas encontraban en una población urbana con mayor concienciación política (opciones no obstante debilitadas por su propia división interna).
Electoralmente, la provincia se dividió en una Circunscripción, compuesta por la capital más un amplio entorno rural, y dos  Distritos, el de Cabuérniga (occidental) y el de Laredo (oriental). Elegían en total cinco escaños, de los cuales tres correspondían a la circunscripción y uno a cada distrito.
- Los Distritos se convirtieron en sólidos feudos electorales de los liberales hasta fin de siglo, el occidental controlado, sucesivamente, por Federico de la Viesca y José Garnica, y el oriental por Manuel Eguilior Llaguno y su sucesor, Francisco Sainz Trápaga. Este último, no obstante, presentó una mayor vitalidad, consecuente con la relativa actividad industrial localizada en Castro-Urdiales (minería) y Laredo (conservera). De hecho, el distrito acabó pasando a manos conservadoras (1903) a causa del malestar social generado por el prolongado y problemático proceso de construcción del Puente de Treto (nudo vital para las comunicaciones orientales y para el tránsito mercantil y de pasajeros desplegado a lo largo de la carretera Santander-Bilbao).

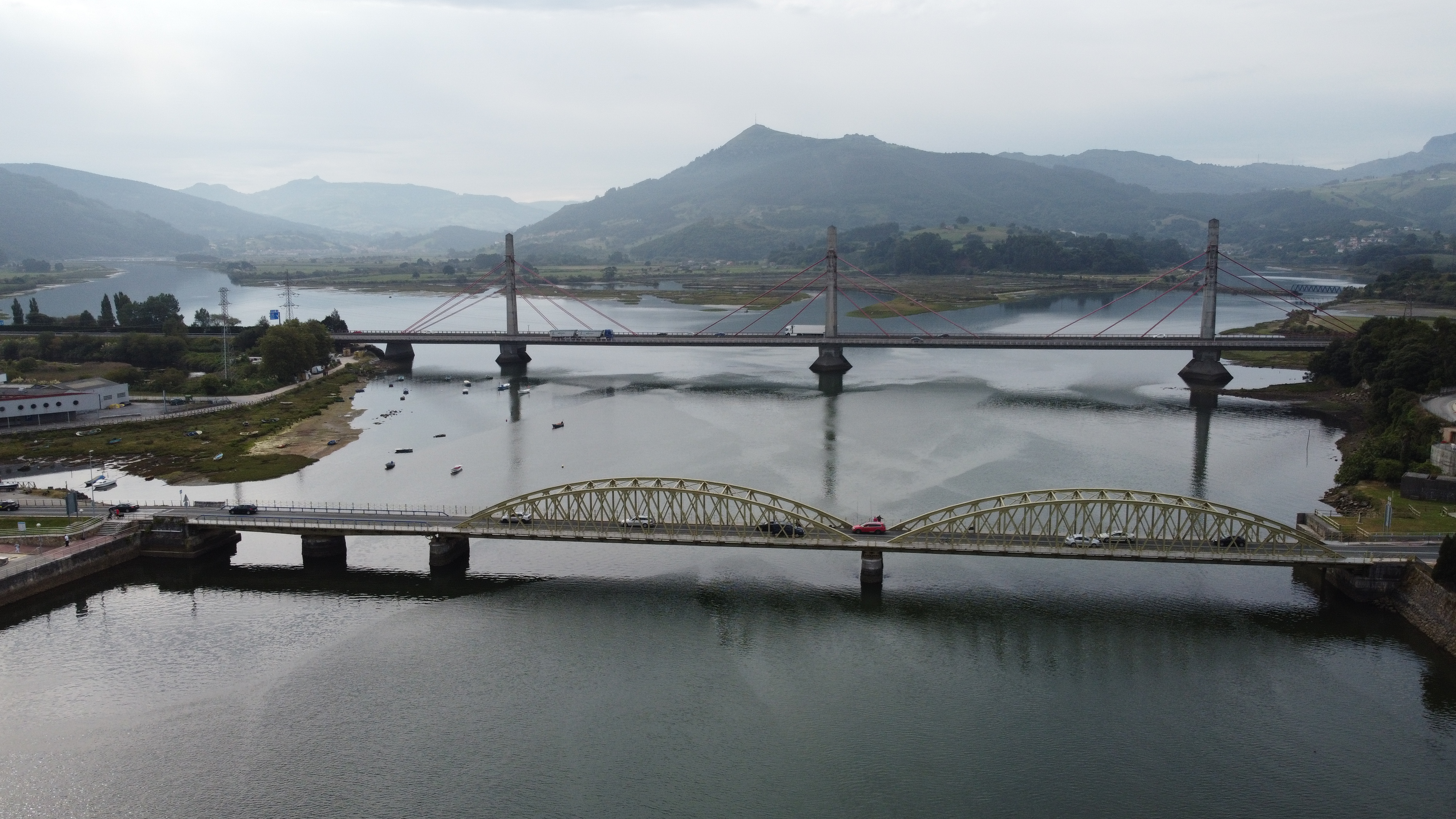
El Puente de Treto une la localidad de Adal y Treto (Bárcena de Cicero) con Colindres. La polémica que rodeo su construcción provocó la pérdida de la hegemonía política del distrito de Laredo-Castro por parte del Partido Liberal.

- La Circunscripción, por su parte, resultó ser la más compleja, al configurarse en Santander un comportamiento electoral más democrático, caracterizado por la movilización política de los votantes, una participación libre y consciente en los comicios y un abanico real de opciones ideológicas. Para contrarrestar la fuerza del republicanismo en Santander se la englobó con un amplio número de municipios rurales de la Cantabria central, ahogando las opciones no dinásticas y asegurando la hegemonía electoral de los conservadores.

Desarrollada pues en Cantabria sin obstáculos significativos durante su prolongada existencia, el éxito de la Restauración quedaría patente en la práctica ausencia de violencia política, prueba del modélico funcionamiento del pacto dinástico (que no de la alternancia). Dinámica engrasada con la escasa ideologización de los partidos, la adscripción personalista dentro de los mismos y la pasividad del electorado. Aun así, donde el favoritismo y el chantaje no alcanzaban se recurría a la coacción a través de alcaldes, guardia civil, empresarios, arrendadores… derivando en un fraude electoral generalizado (el recurso al encasillado fue habitual). La supeditación económica, social y cultural de la población tenía su corolario en la falta de libertad política.
En medio de este paisaje los partidos antisistema apenas lograron más que una presencia testimonial. Por la derecha destacaban carlistas e integristas, menguada su fuerza por las reconstituidas relaciones entre la Iglesia y el Estado liberal. Por la izquierda los partidos republicanos crecieron gracias a su relevante presencia en Santander y, en menor medida, otros núcleos relativamente desarrollados (lograron un diputado en 1881, Martínez Pacheco); pero a partir de la segunda década del siglo XX entraron en declive, lastrados por su falta de unidad ideológica y organizativa, y por el hecho de incidir en las mismas carencias y defectos de los partidos dinásticos: organizaciones de notables sin bases ni existencia real más allá de los períodos electorales, uso de los mismos métodos caciquiles y redes clientelares –erosionando su capacidad crítica con el sistema- y alejamiento de las demandas y necesidad de los estratos sociales más bajos.
Demandas que si serán recogidas por el socialismo –la UGT se fundó en la región en 1888-, que sustituirá a los republicanos como principal movimiento a la izquierda del sistema a partir de los años 1920, cuando madure el tejido industrial y con él la nueva clase obrera regional.

## Crisis del turnismo
Aunque el sistema continuó funcionando sin grandes alteraciones, la llegada del siglo XX aportó determinadas modificaciones, sobre todo en lo referente a los partidos políticos, que atravesarán un creciente proceso de inestabilidad y división, en consonancia con los problemas que les aquejarán a nivel nacional a partir de la desaparición de sus grandes líderes fundadores.

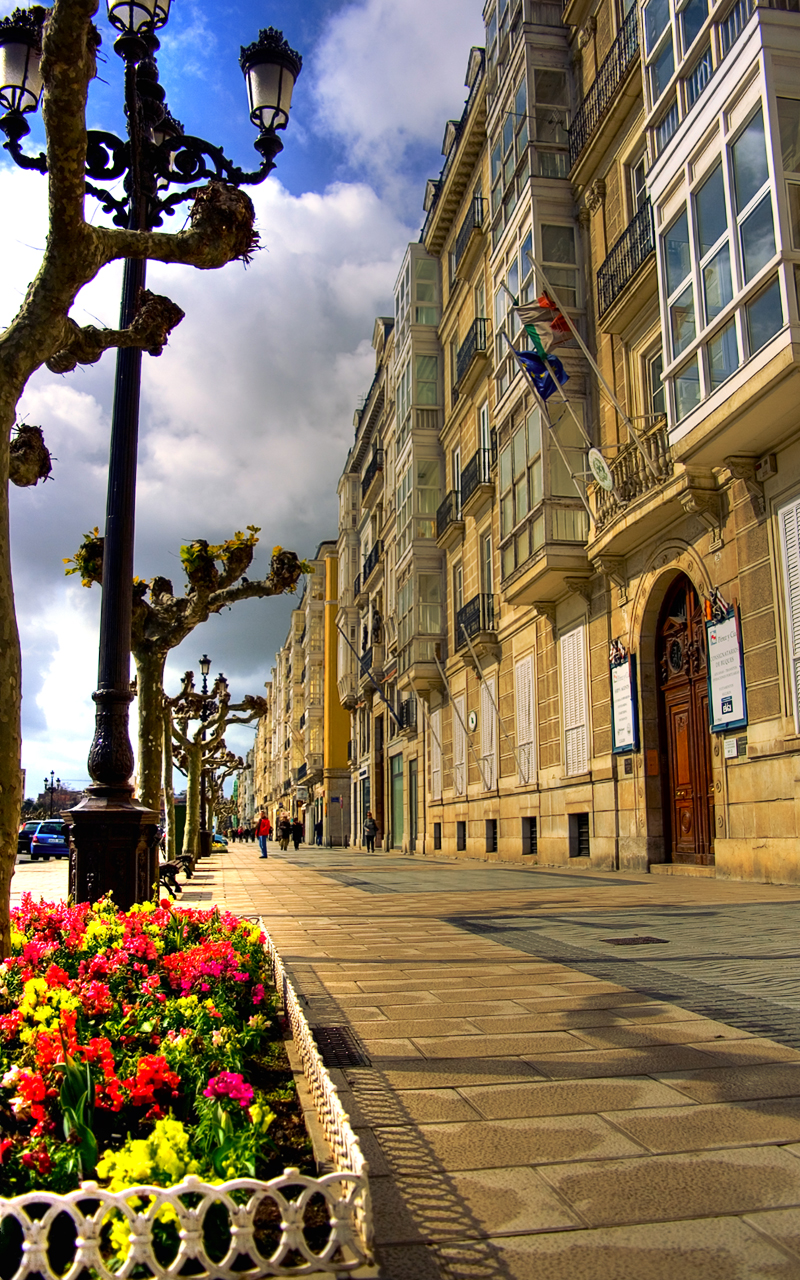
Paseo de Pereda en el Ensanche de Santander. Este ensanche de población, construido entre mediados del a finales del, es consecuencia del auge económico de la burguesía mercantil. Fue uno de los primeros que se realizaron en España e impulsó el desarrollo urbano de la ciudad, que amplió su espacio construido hacia el Este en 2690 metros cuadrados.

- Así, los conservadores se escindieron en dos grandes grupos: uno, el representante del viejo caciquismo, encabezado por José Mª de la Viesca; el otro, en alza, de corte regeneracionista (silvelista), dirigido por Ramón Fernández Hontoria.
- De mayor calado fue la crisis de los liberales, enfrentados por la sucesión de Sagasta y el asesinato de Canalejas, se vieron divididos en Cantabria en diversos grupos personalistas.
- Los republicanos, por su parte, intentaron una reorganización con la fundación de la Unión Republicana (1903), integrada en la provincia de Santander por federalistas y progresistas, pero no lograron ir más allá del consabido partido de notables sin programa definido.

A partir de la I Guerra Mundial (1914-1918), sin embargo, el sistema entrará en una fase de degradación que, aunque no alcanzará la gravedad crítica de otras zonas del país, si alterará alguno de los factores sobre los que había pivotado la dinámica restauracionista en la Provincia. La causa de tal distorsión respondía a la crisis de representatividad del régimen, evidenciada en el creciente divorcio entre la sociedad civil y los partidos políticos. Si la falta de atención a las demandas más básicas de los estratos inferiores fomentará el crecimiento de la izquierda obrerista (socialista y, en menor medida, anarquista), por arriba aumentará la desconfianza de la burguesía regional respecto a la clase política como intermediaria y defensora de sus intereses.
Desconfianza azuzada por la escasa influencia de los políticos cántabros en el panorama nacional –consecuente, por otro lado, con la menor entidad de la burguesía santanderina respecto a la de otras regiones-, concretada en la desatención a las principales demandas de ésta: modernización del puerto, ferrocarril Santander-Mediterráneo, beneficios fiscales que contrarrestaran el régimen especial vasco, depresión económica de posguerra y temor a la creciente conflictividad social. La consecuencia será el reforzamiento de la representación política corporativa de los grupos económicos provinciales, plasmada finalmente en el apoyo al golpe de Primo de Rivera en 1923.

## La Dictadura
La Dictadura de Primo de Rivera fue el régimen político establecido en España desde el golpe de Estado del capitán general de Cataluña, Miguel Primo de Rivera, el 13 de septiembre de 1923, hasta la dimisión de éste el 28 de enero en 1930, y su sustitución por la llamada Dictablanda del general Dámaso Berenguer.
A pesar de sus esfuerzos de regeneración y el inmenso progreso de la economía y las infraestructuras, la Dictadura fue capaz de estabilizar la situación política durante un largo periodo, pero a finales de la década de los 20 se produjo una crisis política que desprestigió al rey Alfonso XIII y allanó el camino a la II República.
En Cantabria la  Dictadura (1923-1929) legó algunas novedades políticas. Más allá de la retórica regeneracionista, el nuevo régimen propició el trenzado de una nueva red de caciques superpuesta a la anterior, impulsada por la necesidad de dotar a la Dictadura de una base afín a través de un nuevo clientelismo. Ello propiciará cierta renovación en las elites regionales, con una mayor presencia de miembros de la burguesía santanderina y el reclutamiento entre las filas de partidos no dinásticos ( mauristas y católicos).
En paralelo se experimentará un progresivo incremento de la organización obrera y de la rural, con el crecimiento del sindicalismo y la movilización de la población agraria a través del propagandismo católico –la religión se articuló en una auténtica ideología política-, lo que derivará a partir de 1931 en la modernización de la política regional: cristalización de una política de masas, una mayor independencia en los comportamientos del electorado y el perfilado de una incipiente cultura democrática –brutalmente abortada con el golpe de 1936 y la subsiguiente Guerra Civil-.
Se dibujan de esta manera las áreas políticas que estructurarán la dinámica política de la República, con una evidente territorializacion de la derecha y la izquierda:
- La izquierda predominará en las zonas industrializadas y urbanizadas, básicamente el entorno de la bahía de Santander, Torrelavega, el corredor del Besaya hasta Reinosa y algunos puntos de la costa oriental.
- La derecha continuará siendo hegemónica en las áreas rurales, agropecuarias y con un abrumador predominio de la religión y el localismo. Características que dificultaban el cuarteamiento del entramado caciquil.